# Zee Ganga
Zee Ganga es un canal de televisión generalista indio en idioma bhoshpuri. Fue lanzado por Reliance Broadcast Network Limited (RBNL) como Big Ganga en 2013, pero luego fue adquirido por ZEEL y lo rebautizaron como Zee Ganga en 2021. Es el único canal en bhoshpuri en DD Free Dish, un proveedor indio de televisión por satélite de señal abierta, que ofrece contenido original a sus espectadores.

## Historia
El 14 de enero de 2013, Reliance lanzó un nuevo canal Bhojpuri llamado Big Magic Bihar & Jharkhand. Más tarde, el 15 de agosto de 2014, pasó a llamarse Big Magic Ganga. El 1 de enero de 2016, fue renombrado una vez más, esta vez como Big Ganga.
En noviembre de 2016, ZEE adquirió los dos canales de RBNL: Big Magic y Big Ganga. El 20 de septiembre de 2021, el canal pasó a llamarse Zee Ganga con la introducción de algunos contenidos originales de ficción y no ficción en idioma bhoshpuri.

## Canal hermano

### Zee Biskope
Zee Biskope es un canal de televisión de señal abierta en idioma bhoshpuri que emite películas lanzado por Zee Entertainment Enterprises.